# Julia's hart
Julia's hart is een Nederlandse televisiefilm uit 2009, geregisseerd door Peter de Baan.

## Verhaal
Thomas en Julia leren elkaar kennen op veertienjarige leeftijd wanneer Julia in dezelfde straat komt wonen. Ze worden verliefd, en hoewel Julia's moeder aanvankelijk tegenstander is, beginnen ze een relatie. Jaren later zijn de twee nog steeds bij elkaar en wonen ze in een gekraakt schoolgebouw. Ze plannen een wereldreis, maar net voor ze vertrekken wordt Julia met de fiets door een vrachtwagen aangereden en belandt ze in een coma.  Wanneer Julia doodverklaard wordt, blijkt zij een donorcodicil te hebben en er is een gegadigde voor haar hart. Ondanks tegenstand van Julia's familie die wil dat zij als een geheel gecremeerd wordt, besluit Thomas haar laatste wil in te willigen. Nadat haar hart werd getransplanteerd, blijft Thomas het hart volgen.

## Rolverdeling
| Acteur               | Personage               |
| -------------------- | ----------------------- |
| Sanne den Hartogh    | Thomas                  |
| Ryan Beekhuizen      | de jonge Thomas         |
| Willemijn Kressenhof | Julia                   |
| Jade Olieberg        | de jonge Julia          |
| Koen Wouterse        | David                   |
| Monic Hendrickx      | Kate, moeder van Thomas |
| Lottie Hellingman    | hoofdverpleegster       |

## Release en ontvangst
Julia's hart ging op 10 mei 2009 in première op VPRO en werd ook vertoond op het Nederlands Film Festival.
De film kreeg middelmatige kritieken van de filmcritici. In De Groene Amsterdammer werd de film matig ontvangen: het spel was niet al te sterk en het verhaal overtuigde niet. Ook Veronica Superguide was met een score van twee van vijf sterren niet positief en schreef over "dit voort dreutelende drama".